# Сингхи-Кангри
Сингхи-Кангри (англ. Singhi Kangri, что означает «трудная вершина») — 108-я по высоте гора в мире, расположенная в Каракоруме на границе Китая и Индии (на индийскую территорию в этом месте претендует Пакистан). Вершина-семитысячник, высота которой составляет 7202 метра, была впервые покорена японской экспедицией в 1976 году. Первовосхождение осталось единственным, как из-за технических сложностей, так и по причине существенных ограничений, накладываемых на экспедиции индийским правительством и политической ситуации в регионе.